# Miamisburg
Miamisburg – miasto w Stanach Zjednoczonych, w południowo-zachodniej części stanu Ohio. Liczba mieszkańców w 2000 roku wynosiła 19 489.

## Klimat
Miasto leży w strefie klimatu subtropikalnego, łagodnego, bez pory suchej i z gorącym latem, należącego według klasyfikacji Köppena do strefy Cfa. Średnia temperatura roczna wynosi 11,5 °C, a opady 1016 mm (w tym do 61,7 cm opadów śniegu). Średnia temperatura najcieplejszego miesiąca - lipca wynosi 23,4 °C, podczas gdy najzimniejszego - stycznia -1,7 °C.